# Regendans

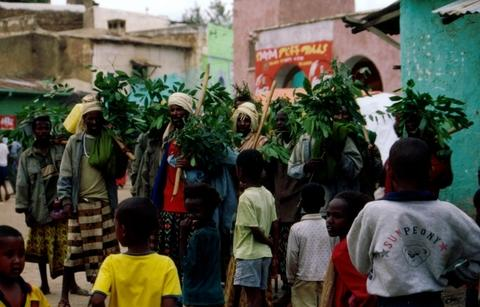
Regendans, die in Harar in het zuidoosten van Ethiopië.

Een regendans is een rituele ceremoniële dans uitgevoerd om regen mee op te roepen en zo de oogst te beschermen. De dans is bedoeld om de regengod gunstig te stemmen.
Regendansen bestaan in verschillende culturen zoals in het oude Egypte, bij de Indianen en op de Balkan.

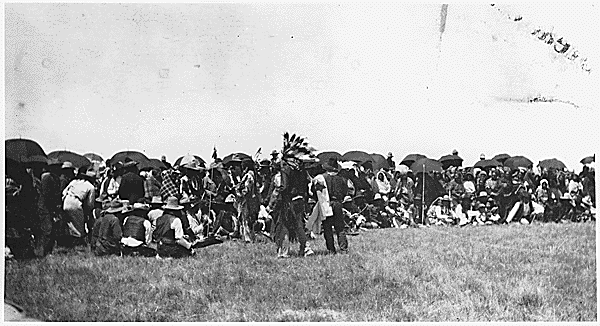
Regendans in 1920